# 叔肸
叔肸（？—前592年），姬姓，名肸，谥惠，是鲁文公的庶子，鲁宣公的同母弟弟，太子恶和公子视的异母弟弟，母为敬嬴。鲁宣公时，叔肸为卿。
叔肸与一女子没有经过婚聘之礼就同居了，鲁宣公的夫人穆姜对此很不满，认为自己不能把姘妇当做弟妹。这名女子生下子叔声伯后就被遗弃了。
前592年冬季，叔肸去世，他的儿子子叔声伯立为子叔氏。